# Aulosaphoides robberti
Aulosaphoides robberti är en stekelart som beskrevs av Van Achterberg 1995. Aulosaphoides robberti ingår i släktet Aulosaphoides och familjen bracksteklar. Inga underarter finns listade.